# ATCvet code QI08
ATCvet code QI08 مرتبط با سیستم ایمنی خرگوشان زیرگروهی درمانی از سیستم طبقه‌بندی شیمیایی درمانی آناتومیک برای محصولات دامپزشکی است. این سیستمِ متشکل از کدهای حرفی‌عددی را سازمان جهانی بهداشت برای طبقه‌بندی داروها و سایر تولیدات پزشکی در حوزهٔ دامپزشکی ایجاد کرده است. زیرگروه QI08 جزوی از گروه آناتومیک QI مرتبط با سیستم ایمنی است.
ممکن است نسخه‌های ملی از طبقه‌بندی ATC حاوی کدهای اضافه‌ای باشند که در این فهرست (نسخهٔ سازمان جهانی بهداشت) نیامده باشند.

## QI08Aخرگوش

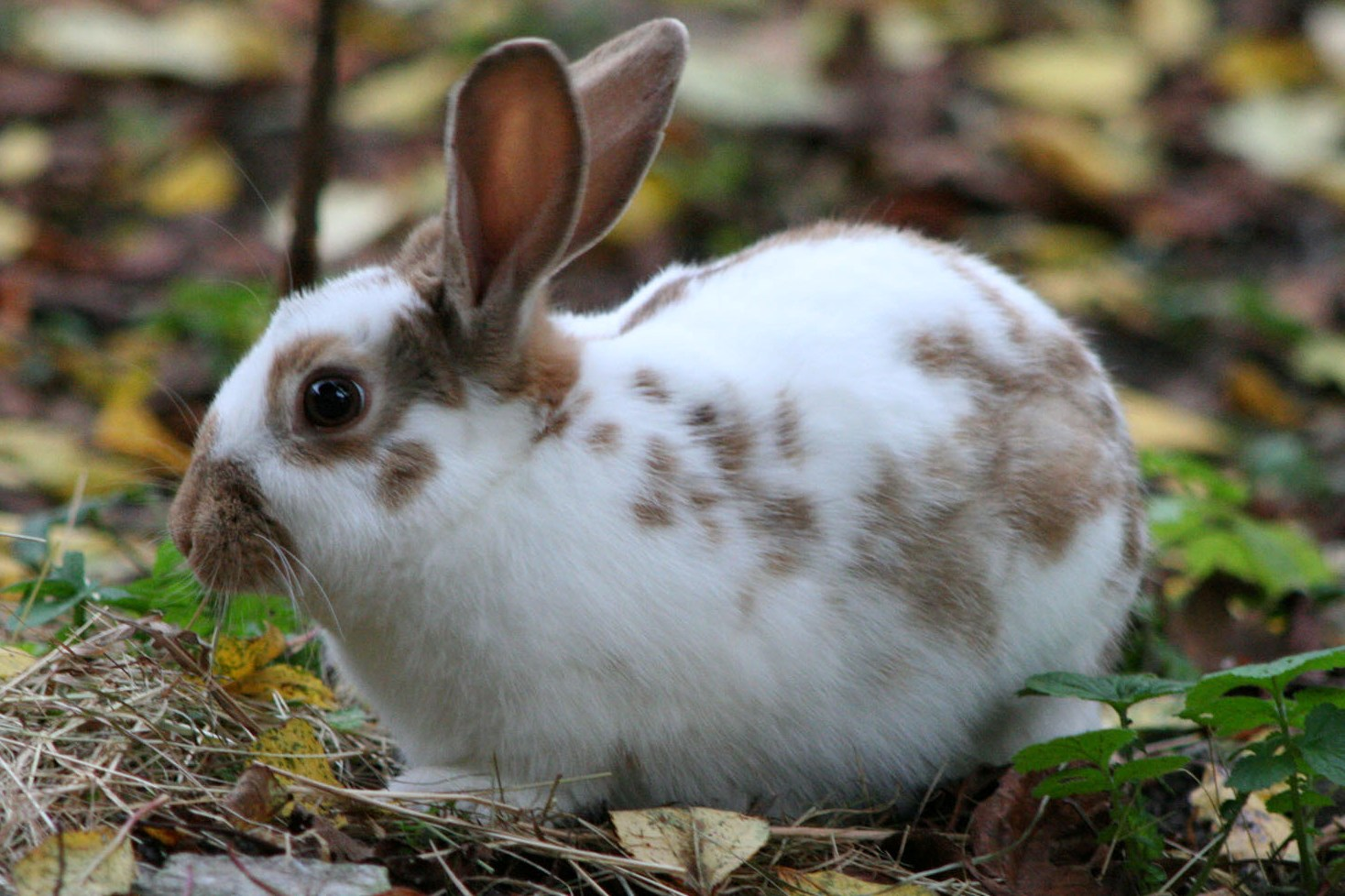

### QI08AA Inactivated viral vaccines
QI08AA01 Rabbit haemorrhagic disease virus
QI08AA02 Rabbit distemper virus

### QI08AB Inactivated bacterial vaccines (including mycoplasma, toxoid and chlamydia)
QI08AB01 Pasteurella + bordetella
QI08AB02 Pasteurella

### QI08AC Inactivated bacterial vaccines and antisera
گروه خالی

### QI08AD Live viral vaccines
QI08AD01 Shope fibroma virus
QI08AD02 Myxomatosis virus

### QI08AE Live bacterial vaccines
گروه خالی

### QI08AF Live bacterial and viral vaccines
گروه خالی

### QI08AG Live and inactivated bacterial vaccines
گروه خالی

### QI08AH Live and inactivated viral vaccines
QI08AH01 Live myxomatosis virus + inactivated rabbit haemorrhagic disease virus

### QI08AI Live viral and inactivated bacterial vaccines
گروه خالی

### QI08AJ Live and inactivated viral and bacterial vaccines
گروه خالی

### QI08AK Inactivated viral and live bacterial vaccines
گروه خالی

### QI08AL Inactivated viral and inactivated bacterial vaccines
گروه خالی

### QI08AM Antisera, immunoglobulin preparations, and antitoxins
گروه خالی

### QI08AN Live parasitic vaccines
گروه خالی

### QI08AO Inactivated parasitic vaccines
گروه خالی

### QI08AP Live fungal vaccines
QI08AQ01 مورستان + ریزهاگ

### QI08AQ Inactivated fungal vaccines
گروه خالی

### QI08AR In vivo diagnostic preparations
گروه خالی

### QI08AS Allergens
گروه خالی

### QI08AT Colostrum preparations and substitutes
گروه خالی

### QI08AU Other live vaccines
گروه خالی

### QI08AV Other inactivated vaccines
گروه خالی

### QI08AX Other immunologicals
گروه خالی

## QI08Bخرگوش صحرایی

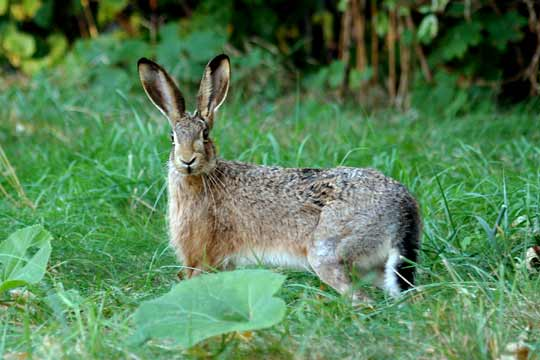

گروه خالی

## QI08X Leporidae, others
گروه خالی